# Kurt vid Stein
Kurt vid Stein (Copenhague, 17 de noviembre de 1935) es un deportista danés que compitió en ciclismo en la modalidad de pista, especialista en la prueba de persecución por equipos.
Ganó dos medallas en el Campeonato Mundial de Ciclismo en Pista, plata en 1962 y bronce en 1963.
Participó en dos Juegos Olímpicos de Verano, Roma 1960 y Tokio 1964, ocupando en ambas ediciones el quinto lugar en la prueba de persecución por equipos.

## Medallero internacional
| Campeonato Mundial | Campeonato Mundial | Campeonato Mundial | Campeonato Mundial          |
| Año                | Lugar              | Medalla            | Competición                 |
| ------------------ | ------------------ | ------------------ | --------------------------- |
| 1962               | Milán (Italia)     | Medalla de plata   | Persecución por equipos (A) |
| 1963               | Rocourt (Bélgica)  | Medalla de bronce  | Persecución por equipos (A) |